# Jeon Yeo-been
Dans ce nom coréen, le nom de famille, Jeon, précède le nom personnel.
Jeon Yeo-been (coréen : 전여빈 ; née Jeon Bo-young le 26 juillet 1989) est une actrice sud-coréenne. Jeon s'est fait connaître pour sa performance dans le film indépendant After My Death (2018) ce qui lui a valu le prix de l'actrice de l'année au 22e Festival international du film de Busan et le prix de l'étoile indépendante au Festival du film indépendant de Séoul en 2017. La carrière de l'actrice Jeon continue de progresser après avoir joué dans la série télévisée Vincenzo (2021) ainsi que le film d'action criminel Night in Paradise (2021).

## Biographie
Jeon a appris à jouer la comédie lorsqu'elle a fait des études de Broadcast Entertainment à l'université féminine de Dongduk. Elle commence à jouer 5 ans plus tard après que l'actrice et réalisatrice Moon So-ri ait vu son nom dans une bande-annonce du Festival international du film de femmes de Séoul, et l'ait contactée pour faire une apparition dans le court-métrage The Best Director.
En 2015, Jeon fait ses débuts dans le drama d'époque The Treacherous. En 2017, Jeon incarne une journaliste infiltrée enquêtant sur un culte religieux dans la série télévisée à suspense Save Me. Jeon se fait connaître après sa prestation dans After My Death (2018), et reçoit de nombreux éloges, notamment celui de la meilleure nouvelle actrice aux 56e Grand Bell Awards, le prix de l'actrice de l'année au 22e Festival international du film de Busan et le prix indépendante au Festival du film indépendant de Séoul 2017.
Le 2 juillet 2018, une annonce est publiée communicant la signature de Jeon avec J.Wide-Company.
En septembre 2020, Jeon joue dans le film d'action criminel Night in Paradise. En février 2021, elle a joué dans la série télévisée Vincenzo, diffusée sur tvN, aux côtés de Song Joong-ki. Le 15 mars 2021, Jeon est choisie pour jouer dans la prochaine série de Netflix Glitch. Elle jouera le rôle d'une femme à la recherche de son petit ami disparu. Elle signe le 12 juillet 2021, avec Management MMM que son contrat avec J.Wide Company ait expiré.

## Carrière
Jeon a commencé sa carrière d'actrice professionnelle en 2014, après que l'actrice et réalisatrice Moon So-ri l'ai vue dans une bande-annonce du Festival international du film de femmes de Séoul et l'ai contactée pour faire une apparition dans le court métrage The Best Director.
Après cela, elle apparaît dans des films indépendants et des courts métrages ainsi que dans des publicités et des clips musicaux pour Yoon Jong-shin, Lee Seung-hwan et Zico.
En 2015, Jeon fait ses débuts dans le film dramatique d'époque The Treacherous. En 2017, Jeon a interprété une journaliste infiltrée enquêtant sur une secte religieuse dans la série télévisée à suspense Save Me. Jeon s'est fait connaître du grand public après sa performance dans After My Death (2018) et a reçu de nombreuses distinctions, notamment celle de la meilleure nouvelle actrice aux 56e Grand Bell Awards, le prix de l'actrice de l'année au 22e Festival international du film de Busan et le prix Independent Star au Festival du film indépendant de Séoul 2017.
Le 2 juillet 2018, il a été annoncé que Jeon avait signé avec J.Wide-Company.
En mai 2020, le réalisateur Kim Hee-won et le scénariste Park Jae-bum se sont associés pour créer la série télévisée Vincenzo, dans laquelle Jeon s'est vu offrir un rôle principal aux côtés de Song Joong-ki . Ok Taec-yeon avait déjà été confirmé pour le casting à ce moment-là. En août 2020, Jeon a officiellement confirmé son apparition dans la série, retrouvant Ok Taec-yeon, avec qui elle avait déjà travaillé dans Save Me (2017). La première lecture du scénario de Vincenzo a eu lieu le 5 janvier 2021.
En septembre 2020, Jeon a joué le rôle de Jae-yeon dans le film Night in Paradise de Park Hoon-jung . Le film tourne autour du personnage de Tae-goo (interprété par Uhm Tae-goo ), qui cherche à se venger après que sa sœur et sa nièce aient été brutalement assassinées. Lors de son séjour sur l'île de Jeju, il rencontre Jae-yeon, une femme en phase terminale interprétée par Jeon. Cependant, les problèmes de Tae-goo sont loin d'être terminés, car le directeur du gang Bukseong, Ma, interprété par Cha Seung-won, le traque sans relâche pour se venger.
Le 15 mars 2021, Jeon a été choisi pour la série Netflix Glitch . Elle a interprété une femme qui recherche son petit ami disparu.
Le 11 février 2022, il a été confirmé que Jeon avait été choisi pour le film Cobweb de Kim Jee-woon. Elle a incarné Shin Mi-do, la directrice financière d'une société de production cinématographique. Pour sa performance, Jeon a reçu le prix de la meilleure actrice dans un second rôle aux 44e Blue Dragon Film Awards et a également été nommée pour la meilleure actrice dans un second rôle aux 59e Grand Bell Awards,.

## Filmographie

### Films
| Année | Titre                         | Rôle                                        | Notes                     | Ref.   |
| ----- | ----------------------------- | ------------------------------------------- | ------------------------- | ------ |
| 2015  | The Treacherous               | Woman with Queen's Fate                     | Caméo                     | [ 2 ]  |
| 2016  | Great Patrioteers             | Tiffany                                     | Caméo                     | [ 2 ]  |
| 2017  | The Running Actress           | Lee Seo-yeong                               | Act 3 – The Best Director | [ 15 ] |
| 2017  | Write or Dance                | Yeo Been                                    |                           | [ 16 ] |
| 2017  | Merry Christmas Mr. Mo        | Ja-yeong                                    |                           | [ 17 ] |
| 2018  | Illang : La Brigade des loups | Mannequin pour une publicité de cosmétiques |                           | [ 18 ] |
| 2018  | After My Death                | Young-hee                                   |                           | [ 19 ] |
| 2019  | Forbidden Dream               | Sa-im                                       |                           | [ 20 ] |
| 2020  | Secret Zoo                    | Kim Hae-kyung                               |                           | [ 21 ] |
| 2020  | Night in Paradise             | Jae-yeon                                    |                           | [ 5 ]  |
| 2022  | Alienoid                      | Hong Eon-nyeon                              | Apparition spéciale       | [ 22 ] |
| 2024  | Dans la toile                 | Shin Mi-do                                  |                           | [ 23 ] |
| 2024  | Harbin                        | Gong Boo-in                                 |                           | [ 24 ] |

- 2025 : Dark Nuns (검은 수녀들) de Kwon Hyeok-jae : sœur Michaela

### Séries télévisées
| Année | Titre           | Rôle           | Notes             | Ref.   |
| ----- | --------------- | -------------- | ----------------- | ------ |
| 2017  | Save Me         | Hong So-rin    |                   | [ 3 ]  |
| 2018  | Live            | Yeong-jae      | Caméo (épisode 1) | [ 25 ] |
| 2019  | Be Melodramatic | Lee Eun-jung   |                   | [ 26 ] |
| 2021  | Vincenzo        | Hong Cha-young |                   | [ 6 ]  |

### Série web
| Année | Titre             | Rôle                      | Ref.   |
| ----- | ----------------- | ------------------------- | ------ |
| 2022  | Glitch            | Hong Ji-hyo               | [ 7 ]  |
| 2023  | A Time Called You | Han Jun-hee / Kwon Min-ju | [ 27 ] |

### Présentation de cérémonie de remise de prix
| Année | Titre                                                                | Notes             | Ref.   |
| ----- | -------------------------------------------------------------------- | ----------------- | ------ |
| 2022  | Cérémonie d'ouverture du 27e Festival international du film de Busan | avec Ryu Jun-yeol | [ 28 ] |

## Prix et nominations
| Cérémonie de remise des prix            | Année | Catégorie                                | Nommé / Travail                           | Résultat   | Ref.   |
| --------------------------------------- | ----- | ---------------------------------------- | ----------------------------------------- | ---------- | ------ |
| APAN Star Awards                        | 2022  | Meilleur couple                          | Jeon Yeo-been avec Song Joong-ki Vincenzo | Nomination | [ 29 ] |
| Prix des artistes asiatiques            | 2021  | Prix du meilleur artiste - Actrice       | Jeon Yeo-been                             | Lauréat    | ,      |
| Prix des artistes asiatiques            | 2021  | Prix de popularité de l'actrice féminine | Jeon Yeo-been                             | Nomination | [ 32 ] |
| Prix Baeksang Arts                      | 2019  | Meilleure nouvelle actrice – film        | After My Death                            | Nomination | [ 33 ] |
| Prix Baeksang Arts                      | 2020  | Meilleure nouvelle actrice – Télévision  | Be Melodramatic                           | Nomination | [ 34 ] |
| Prix Blue Dragon Film                   | 2018  | Meilleure nouvelle actrice               | After My Death                            | Nomination | [ 35 ] |
| Prix Blue Dragon Film                   | 2021  | Meilleure actrice                        | Night in Paradise                         | Nomination | [ 36 ] |
| Prix Blue Dragon Film                   | 2021  | Prix Star Populaire                      | Night in Paradise                         | Lauréat    | [ 37 ] |
| Buil Film Awards                        | 2019  | Meilleure nouvelle actrice               | After My Death                            | Lauréat    | [ 38 ] |
| Buil Film Awards                        | 2021  | Meilleure actrice                        | Night in Paradise et Vincenzo             | Nomination | [ 39 ] |
| Prix Busan Film Critical                | 2018  | Meilleure nouvelle actrice               | After My Death                            | Lauréat    | [ 38 ] |
| Festival international du film de Busan | 2017  | Actrice de l'année                       | After My Death                            | Lauréat    | [ 40 ] |
| CGV Art House Prix spéciaux             | 2019  | Prix spécial de l'année                  | After My Death                            | Lauréat    | [ 41 ] |
| Chunsa Film Art                         | 2019  | Meilleure nouvelle actrice               | After My Death                            | Lauréat    | [ 38 ] |
| Prix du magazine Cine21                 | 2018  | Meilleure nouvelle actrice               | After My Death                            | Lauréat    | [ 42 ] |
| Prix du cinéma de l'année               | 2019  | Découverte de l'Année                    | After My Death                            | Lauréat    | [ 43 ] |
| Grand Bell Awards                       | 2020  | Meilleure nouvelle actrice               | After My Death                            | Lauréat    | [ 44 ] |
| Prix Meilleur Star de Corée             | 2018  | Meilleure nouvelle actrice               | After My Death                            | Lauréat    | [ 45 ] |
| Prix Kinolights                         | 2021  | Actrice de l'Année (nationale)           | Night in Paradise et Vincenzo             | 3rd        | [ 46 ] |
| Festival du film Marie Claire           | 2018  | Prix Rookie                              | After My Death                            | Lauréat    | [ 40 ] |
| Prix OBS Hot Icon                       | 2021  | OBS 2021 Tendance de l'icône sexy        | Jeon Yeo-been                             | Lauréat    | [ 47 ] |
| Festival du film indépendant de Séoul   | 2017  | Prix Star Indépendante                   | After My Death                            | Lauréat    | [ 40 ] |
| Séoul International Drama Awards        | 2021  | Actrice coréenne exceptionnelle          | Vincenzo                                  | Nomination | ,      |
| Wildflower Film Awards                  | 2019  | Meilleure actrice                        | After My Death                            | Nomination | [ 50 ] |